# Chapelle Notre-Dame del Coll de Calmeilles
La chapelle Notre-Dame del Coll de Calmeilles (en catalan : Nostra Senyora del Coll de Calmella) est un édifice religieux et ermitage situé à Calmeilles, dans le département français des Pyrénées-Orientales, en région Occitanie.

## Description
La chapelle se situe sur une colline, au nord de Calmeilles, et sur la route reliant ce village à Caixas. L'édifice est simple dans sa composition, avec une nef unique et une abside semi-circulaire pointant vers l'est. Le toit en tuiles est tenu par une charpente bois et soutenu par des voûtes en berceau dont celle la plus proche de l'abside est légèrement pointue. Sa paroi nord est soutenue par deux contreforts, et sa paroi sud par un bâtiment annexe. L'édifice en lui-même est construit en cayrou et en pierre, et est surmonté d'un clocheton en briques.

## Histoire
Les goigs font remonter le culte de la Marie en ce lieu au IXe siècle, selon la légende, la découverte d'une statue de la Vierge cachée dans un buisson par un laboureur en est à l'origine. Une chapelle est alors bâtie sur le lieu, et on y vient alors prier en cas de maladie, apporter ses enfants pour les faire protéger de celles-ci, ou encore pour prier en cas de calamité, particulièrement lors du 8 septembre ou du dimanche le plus proche du jour de Notre-Dame Auxiliatrice. En 1782, le pape Pie VI accorde un bref d'indulgence de sept ans à Notre-Dame del Coll, qui était encore conservé au XIXe siècle malgré son expiration. La chapelle abritait une statue de la Vierge datant du XVe siècle qui a été transférée dans l'église de Calmeilles.